# ذوالفقار نظری
ذوالفقار نظری (زادهٔ؛ ۱۱ دی ۱۳۷۳) یک بازیکن فوتبال حرفه‌ای اهل افغانستان است که برای ابومسلم در لیگ قهرمانان افغانستان و تیم ملی افغانستان بازی می‌کند.

## زندگی شخصی
نظری با خانواده‌اش به استرالیا نقل مکان کرد و در کاتانینگ، استرالیای غربی زندگی کرد و برای باشگاه های آلبانی، استرالیای غربی بازی کرد.

## باشگاهی
نظری در لیگ های برتر ملی استرالیای غربی بیش از چهار فصل با تیم بالکاتا و فلورات آتنا بازی کرد.
در سال ۲۰۱۸، نظری به کوئینزلند نقل مکان کرد و در آنجا به تیم المپیک کمک کرد تا به فینال بزرگ لیگ برتر ملی کوئینزلند و مرحله ۳۲ جام حذفی جام حذفی برسد.
نظری در ژوئن ۲۰۱۹ به رقبای لیگ وسترن پراید پیوست.

## ملی
نظری اولین بازی ملی خود را برای افغانستان در برابر فلسطین در اوت ۲۰۱۸ انجام داد. او دومین بازی ملی خود را مقابل تاجیکستان به دست آورد و در ژوئن ۲۰۱۹ در تساوی ۱–۱ به عنوان بازیکن تعویضی به میدان رفت.

### گل های ملی
| شمار | تاریخ          | محل                              | حریف | گل زده | نتیجه | رقابت ها                      |
| ---- | -------------- | -------------------------------- | ---- | ------ | ----- | ----------------------------- |
| ۱.   | ۱۴ نوامبر ۲۰۱۹ | ورزشگاه پامیر، دوشنبه، تاجیکستان | هند  | ۱–۰    | ۱–۱   | مقدماتی جام جهانی فوتبال ۲۰۲۲ |